# 卍曲線

卍曲線

卍曲線（英語：Swastika curve）是四次平面曲线和平面曲线構成的笛卡尔坐标系方程式，因形似佛教“卍”字而得名。
{\displaystyle y^{4}-x^{4}=xy,\,}
或者使用极坐标系方程式：
{\displaystyle r^{2}=-\tan(2\theta )/2.\,}
曲線看起來與右撇子相似，亦可使用於单位圆，使笛卡兒坐標系變成
{\displaystyle x^{4}-y^{4}=xy.\,}。